# Otukpo
Otukpo è una città della Repubblica Federale della Nigeria appartenente allo Stato di Benue. 